# Willy Menz
Willy Menz (* 16. Januar 1890 in Quetzaltenango in Guatemala; † 10. Februar 1969 in Bremen) war ein deutscher Maler, Grafiker und Kunstschullehrer.

## Biografie
Menz war der Sohn eines Bremer Kaufmanns, der in Guatemala wirkte und nach Schäden an seinen Geschäften durch ein Erdbeben 1892 nach Bremen zurückkehrte. Er besuchte in der Neustadt eine Vorschule und die Oberrealschule Dechanatstraße. Der begabte Zeichner stellte früh schon Stadtansichten und Schiffszeichnungen her. Von 1905 bis 1906 absolvierte er die Bremer Kunstgewerbeschule und 1908 war er Lehrling für Lithografie bei der Firma Casten & Suling. Von 1908 bis 1912 studierte er an der Königlichen Akademie für graphische Künste und Buchgewerbe in Leipzig. Zuletzt war er Meisterschüler von Franz Hein.
Willy Menz war Mitglied im Deutschen Künstlerbund. Ab 1911 wirkte er in Bremen. Menz zeichnete und radierte Landschaften und Stadtansichten. Mehrfach reiste er nach Norwegen und heiratete auch dort. 1912 gründete er die graphische Werkstatt und Malschule Menz & Praeger am Domshof. Künstlerisch stand er der Künstlerkolonie Worpswede nahe. 1915 wurde er ehrenamtlicher und 1917 hauptamtlicher Lehrer an der Kunstgewerbeschule. 1923 erfolgte seine Ernennung zum Oberlehrer und 1931 zum Professor der Staatlichen Kunstgewerbeschule. Veröffentlichungen erfolgten in verschiedenen expressionistischen Zeitschriften.
Nach der Einrichtung der Nordischen Kunsthochschule in der Zeit des Nationalsozialismus wurde er 1934 aus politischen Gründen in den Ruhestand versetzt. In seinem Atelier in der Langenstraße entstanden nun mehrere große Gemälde. In den 1920er und 1930er Jahren unternahm er ausgedehnte Reisen nach Spanien, Österreich, in die Schweiz, USA und nach Indien. Das zerstörte Bremen und Emden im Zweiten Weltkrieg waren für ihn häufige Bildmotive. Von 1943 bis 1946 lebte er im nahen Neddenaverbergen bei Kirchlinteln.
Seit 1946 war er Leiter der Entwurfsklasse für Graphik und ab 1947 Direktor der 1946 entstandenen Staatlichen Kunstschule Bremen. Menz strebte eine möglichst freie Entwicklung für die Studierenden der Kunstschule an und hatte deshalb mehrere Konflikte mit dem Senator für das Bildungswesen. 1952 trat er als Direktor zurück. Er arbeitete bis 1966 weiterhin in seinem Atelier und schuf großformatige Werke, die auch Platz in öffentlichen Gebäuden in Bremen fanden. Von 1953 bis 1967 führte er zahlreiche Reisen durch.
1990, anlässlich seines 100. Geburtstages, fand in Bremen eine große Ausstellung seiner Werke statt.

## Gemälde von Menz in Museen
- Zahlreiche Zeichnungen, Ölbilder und Gouachen, vor allem Ruinenbilder und andere topographische Ansichten Bremens im Focke-Museum Bremen.
- Zehn Werke von Menz schenkte der Sammler Alfred Moeke 2009 dem Ostfriesischen Landesmuseum in Emden.
- Bremen – Osterstr. 14.9.1942. (Löscharbeiten und Ruinen in Bremen). In: Sammlung Joseph Hierling. Expressiver Realismus. Kunsthalle Schweinfurt.[3]